# Katharine St. George

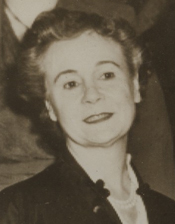
Katharine St. George

Katharine Price Collier St. George (* 12. Juli 1894 in Bridgnorth, England; † 2. Mai 1983 in Tuxedo Park, New York) war eine US-amerikanische Politikerin. Zwischen 1947 und 1965 vertrat sie den Bundesstaat New York im US-Repräsentantenhaus.

## Werdegang
Katherine St. George, geborene Collier, wurde als Kind amerikanischer Eltern in England geboren. Im Jahr 1896 kam sie mit ihren Eltern nach Tuxedo Park in New York, wo sie private Schulen besuchte. Sie kehrte im Alter von elf Jahren nach Europa zurück und setzte ihre Ausbildung in England, Frankreich und Deutschland dort. 1914 ließ sie sich wieder in Tuxedo Park nieder. Dort schlug sie als Mitglied der Republikanischen Partei eine politische Laufbahn ein. Zwischen 1926 und 1949 gehörte sie dem örtlichen Gemeinderat von Tuxedo Park an. Sie war von 1942 bis 1948 Vorstandsmitglied und dann sogar Vorsitzende der Republikanischen Partei im Orange County. Im Juni 1944 nahm sie Delegierte an der Republican National Convention in Chicago teil. Von 1926 bis 1946 gehörte sie auch dem Schulausschuss von Tuxedo Park an, dessen Vorsitz sie seit 1930 innehatte.
Bei den Kongresswahlen des Jahres 1946 wurde St. George im 29. Wahlbezirk von New York in das US-Repräsentantenhaus in Washington, D.C. gewählt, wo sie am 3. Januar 1947 die Nachfolge von Augustus W. Bennet antrat. Nach acht Wiederwahlen konnte sie bis zum 3. Januar 1965 neun Legislaturperioden im Kongress absolvieren. 1953 wechselte sie in den 28. Distrikt ihres Staates, den sie zwischen 1953 und 1963 im Kongress vertrat. In ihrer letzten Legislaturperiode bis 1965 war sie Repräsentantin des 27. Wahlbezirks. In ihre Zeit im Kongress fielen der Beginn des Kalten Krieges, der Koreakrieg und innenpolitisch die Bürgerrechtsbewegung. Außerdem begann damals der Vietnamkrieg.
Im Jahr 1964 wurde Katharine St. George nicht wiedergewählt. Später war sie Vorsitzende des Gemeinderats (Town Committee) in Tuxedo Park. Sie war eine Cousine von Präsident Franklin D. Roosevelt.  Mit ihrem Mann George St. George hatte sie eine Tochter. Sie starb am 2. Mai 1983 in Tuxedo Park.